# آندروی (فیارانتسوآ)
آندروی (به لاتین: Androy) یک منطقهٔ مسکونی در ماداگاسکار است که در هائوته ماتسیاترا واقع شده‌است. آندروی ۱۵٬۹۳۸ نفر جمعیت دارد و ۱٬۱۱۹ متر بالاتر از سطح دریا واقع شده‌است.